# Файф, Уильям Сефтон
Уильям Сeфтон Файф (англ. William Sefton Fyfe; 4 июня 1927 — 11 ноября 2013) — новозеландский учёный: геолог, геохимик, петролог, минералог и геофизик. Заслуженный профессор кафедры геологии университета Западного Онтарио.
Член Лондонского королевского общества (1969), Королевского общества Канады (1980), иностранный член Российской академии наук (1994).

## Биография
Родился 4 июня 1927 года в городе Ашбертон, Новая Зеландия.
Окончил университет Отаго, получил в нём же ученые степени бакалавра (1948) и магистра по геологии (1949). По окончании университета преподавал на геологическом факультете. Защитив в 1952 году докторскую диссертацию, совершенствовался в геологических науках в американских университетах штата Калифорния: в Лос-Анджелесе и Беркли. По возвращении в Новую Зеландию Файф преподавал химию в университете Отаго с 1955 по 1958 годы, затем снова уехал в США и в 1959—1965 годах читал курс геологии в должности профессора университета Калифорнии в Беркли.
Первоначально его научная работа была связана с изучением петрологии и геохимии метаморфических пород. Вместе с главой петрологической
школы Университета в Беркли Дж. Ферхугеном и новозеландским геологом Ф. Тёрнером, Уильям Файф в 1958 году опубликовал монографию «Metamorphic reactions and metamorphic facies». В 1966 году Файф вернулся в Новую Зеландию и преподавал химию в университете Отаго. По приглашению Британского Королевского общества в 1968 году переехал в Англию и занял должность профессора химии в университете Манчестера и одновременно преподавал в Лондонском Имперском колледже. В 1970 году он стал соавтором коллективной монографии «The Earth».
С 1972 году Уильям Файф стал профессором Университета Западного Онтарио, где в 1986—1990 годах был деканом естественного факультета и возглавил канадскую программу по изучению литосферы. В 1981 году снова стал соавтором монографии о геологической истории Земли «Evolution of the Earth». Всего в его активе около 800 публикаций, в том числе почти 30 монографий. Файф был членом редколлегий нескольких международных периодических изданий: «Chemical Geology», «Environmental Geophysics and Geochemistry», «Geology», «Mineral Science and Engineering».
В 1992—1996 годах он возглавлял Международный союз геологических наук и в этом статусе 31 марта 1994 года был избран иностранным членом Российской академии наук по Отделению геологии, геофизики, геохимии и горных наук (геология, петрология, геодинамика).
В последние годы учёный находился на пенсии. В университете Западного Онтарио на кафедре его имени регулярно проводятся заседания научной школы. В честь Уильяма Сeфтона назван астероид «Биллфайф» (Billfyfe).
Умер 11 ноября 2013 года в канадском городе Лондоне.

## Заслуги
- В 1989 году У. Файф был удостоен государственной награды — ордена Канады. Королевское общество Канады присудило ему в 1985 году медаль Миллера. Также является лауреатом высших наград Геологической ассоциация Канады (медаль Логана, 1981 год) и Совета по научно-техническим исследованиям (канадская Золотая медаль Герхарда Херцберга по науке и технике, 1992 год).
- Почетный доктор канадских университетов: Мемориального университета Ньюфаундленда (1989), университета Сент-Мэри в Галифаксе (1994), университета Западного Онтарио (1995) и университета Альберты (2006).
- В 1996 году удостоен государственной награды Бразилии — Национального ордена за научные заслуги.
- В 1989 году Файф получил медаль Артура Холмса Европейского союза наук о Земле. Минералогическое общество Америки дважды отмечало его научные заслуги: в 1964 году был награжден как молодой ученый, в 1995 году удостоен медали Рёблинга. В 1990 году ему была вручена медаль Артура Дэя Геологического общества Америки. Геологическое общество Лондона удостоило его в 2000 году медали Волластона.
- Член Бразильской академии наук (1971), Индийской национальной академии наук (1994).